# Goujon (fixation)
Pour les articles homonymes, voir Goujon.
Ne doit pas être confondu avec Goujon (mécanique).
Un goujon est un système de fixation servant de tenon ou cheville pour assembler (goujonnage) deux éléments en menuiserie, marbrerie, appareil de mur ou de fortification.

## Menuiserie
Par abus de langage, on appelle parfois « goujon » un tourillon. Il s'agit d'une petite tige de bois, d'environ un pouce, au diamètre variant selon le modèle, surtout utilisé en menuiserie pour joindre des morceaux de bois. Le bois est rainuré, assemblé par collage, les rainures servant de réservoir à la colle.

## Marbrerie
En marbrerie, fin XVIIIe siècle, un goujon désigne un bout de gros fil de fer ou de laiton qu'on rapporte dans un trou fait dans le bout d'une bande, d'une colonne ou autre morceau de marbre, pour le tenir avec celui sur ou sous lequel il pose. Les goujons, de même que les parties de marbres, sont chauffées et graissées, c'est-à-dire enduites de mastic : 
- poêle ou cagnard : vase de fonte avec deux anses et trois pieds dans lequel on allume du charbon pour faire chauffer les petites parties de marbre, les goujons avant de les graisser[E 2] ;
- graisser : enduire de mastic les goujons et agrafes de fer, pour empêcher l'oxydation en les faisant chauffer à un degré suffisant pour qu'en les frottant le mastic fonde et puisse s'y fixer[E 1].